# Ping Pong (chanteur)
 (novembre 2012).
Si vous disposez d'ouvrages ou d'articles de référence ou si vous connaissez des sites web de qualité traitant du thème abordé ici, merci de compléter l'article en donnant les références utiles à sa vérifiabilité et en les liant à la section « Notes et références ».
Ping Pong (aussi connu sous le nom de Ping Ping, né Eddy Helder en ca. 1923/1924 au Suriname, alors Guyane néerlandaise) est un chanteur surinamien. Il est connu notamment pour avoir interprété une des premières versions de la chanson Sucu Sucu en 1960, composée et écrite par le bolivien Tarateño Rojas.

## Discographie
- Ping Pong & Al Verlane, Sucu Sucu (1960)
- Ping Ping, Nix Capito / Marianne (1961)
- Ping Ping, Esperanza / Ping Ping (1962)